# Vulcan (raket)

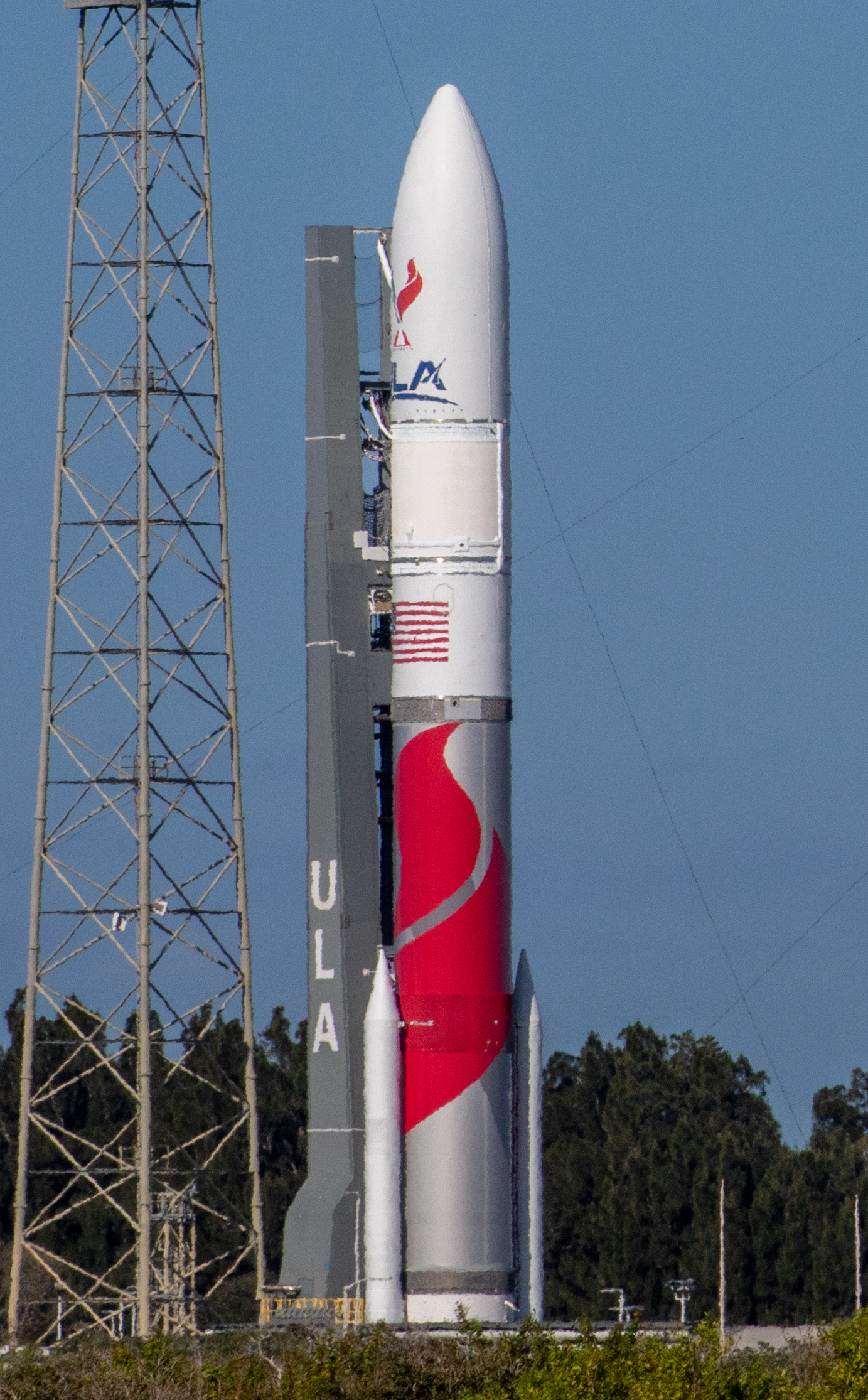

De Vulcan is een tweetrapsraket van United Launch Alliance (ULA) die vanaf 2024 zowel de Atlas V als de Delta IV moet vervangen. De Vulcan combineert technieken van beide voorgangers met nieuwe technieken. De Vulcan is ook de eerste door ULA zelf ontwikkelde raket sinds de oprichting van dat bedrijf, door de fusie van de raketbouw-en-lanceerafdelingen van Boeing en Lockheed Martin in 2006. 
De Vulcan kan zowel satellieten als al dan niet bemande ruimteschepen zoals de SNC Dream Chaser in de ruimte brengen. De Vulcan wordt gebouwd in Decatur te Alabama. De introductievlucht werd door tegenslag bij de ontwikkeling met enkele jaren vertraging op 8 januari 2024 met succes gelanceerd.

## Geschiedenis
Sinds 2011 was ULA al bezig met het ontwikkelen van een goedkopere raket daar de concurrentie van ILS, SpaceX en Arianespace erg sterk bleek te worden. Met name SpaceX dat voor veel lagere prijzen lanceert en bovendien certificatie door ULA's belangrijkste opdrachtgever, het Pentagon, waar ULA sinds haar oprichting in 2006 een monopolie op had, leek te gaan verkrijgen (de Falcon 9 van SpaceX is in 2015 daadwerkelijk gecertificeerd) vormt een bedreiging.
Door de Russische Annexatie van de Krim in 2014 wilde de VS voor (militaire) ruimtevaarttechnologie niet langer afhankelijk zijn van buitenlandse (Russische) leveranties en technieken. Aangezien ULA's meest geboekte raket, de Atlas V, de Russische RD-180 als hoofdmotor gebruikt en de (wel volledig Amerikaanse) Delta IV twee maal zo duur is om te bouwen en lanceren, was een versnelde ontwikkeling van een nieuwe raket nodig. Een kale Vulcan-lancering (zonder Solid Rocket Motors alias SRM’s) zou de helft van een Atlas V-lancering ($186.000.000 in 2015) moeten gaan kosten en ULA daarmee beter concurrerend moeten maken.
In het najaar van 2015 probeerde Aerojet Rocketdyne middels een bod een groot belang aan ULA-aandelen van aandeelhouders Boeing of Lockheed Martin over te nemen in de hoop zo invloed te krijgen op keuzes van haar belangrijkste klant voor de levering van toekomstige motoren. Nog voor er een deal rond kon komen kondigde ULA aan bestellingen voor de BE-4-hoofdmotoren bij Blue Origin te hebben gedaan en voor de GEM 63XL SRM’s bij Orbital ATK in plaats van de soortgelijke AJ-60A van Aerojet-Rocketdyne. Hiermee werd de rol van Aerojet-Rocketdyne in de Vulcan voorlopig gereduceerd tot het leveren van de RL10 die de Centaur-upperstage voortstuwt. Het overnamebod van twee miljard dollar werd afgewezen.
Begin 2017 kwamen de eerste volledige BE-4-motoren gereed. Op 27 september 2018 werd de BE-4 definitief geselecteerd als hoofdmotor van de Vulcan.
Op 10 oktober 2018 kreeg ULA een USAF-subsidie van 967 miljoen dollar toegewezen als onderdeel van de Launch Services Agreements-contracten voor de uitontwikkeling van de Vulcan-Centaur. Ook Blue Origin en Northrop Grumman kregen subsidies voor de uitontwikkeling van hun EELV-vervangingsraketten. Het bedrag wordt, verspreid over verschillende ontwikkelingsfases, uitbetaald zolang aan de afspraken over de ontwikkeling wordt voldaan.
Ondertussen was de verwachte datum voor de eerste vlucht verschoven van 2019 naar 2021. De bouw van de eerste Vulcan is in maart 2019 begonnen. In mei 2019 werd het definitieve ontwerp voor de Vulcan-Centaur goedgekeurd. Op 31 juli 2019 meldde Tory Bruno op Twitter dat de eerste trap van de eerste Vulcan gereed was voor een constructietest. Dat houdt in dat deze in een testinstallatie wordt geplaatst waarin hij aan de krachten wordt blootgesteld die vergelijkbaar zijn met de krachten die vrijkomen tijdens een lancering (o.a. versnelling, tegendruk van de atmosfeer, het schudden in meerdere richtingen). Die testinstallatie is door Dynetics naast ULA’s rakettenfabriek in Decatur gebouwd.
Op 1 juli 2020 kreeg ULA de eerste BE-4-motor van Blue Origin geleverd. Het ging om een oefenmodel (pathfinder) waarmee het installeren van de motor geoefend kan worden. Op 13 augustus 2020 testte Northrop Grumman met succes een GEM-63XL. Dit werd op 21 januari 2021 herhaald.
Blue Origin had in de zomer van 2020 problemen met de turbopomp van de BE-4. Eind oktober was het probleem verholpen en kon de productie van de BE-4-motoren beginnen.

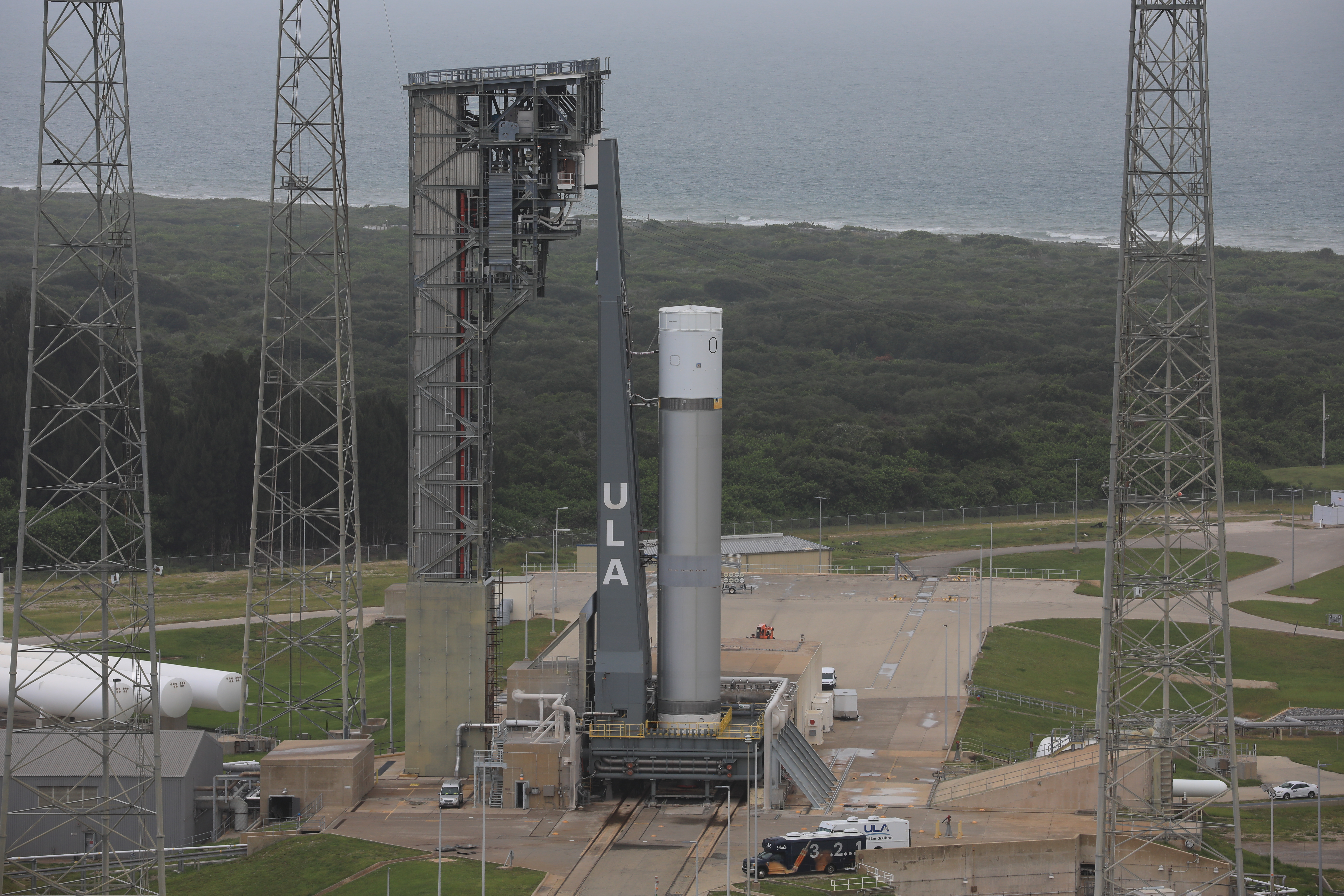
De eerste boostertrap op Lanceercomplex 41 van Cape Canaveral tijdens het testprogramma

Op 3 februari 2021 werd de eerste eerste trap vanuit de fabriek in Decatur op het transportschip van ULA genaamd Rocketship geladen met bestemming Port Canaveral waar deze 10 dagen later arriveerde. De booster werd daarop naar SLC-41 gebracht waar deze aan onder meer een tanktest werd onderworpen. De motoren die er op dat moment onder zaten waren nog geen vluchtwaardige modellen. Voor de eerste vlucht worden deze vervangen. 
In de loop van 2021 werd deze boostertrap meermaals tussen de Hangar (SPOC) en de lanceerplaats gependeld op zijn mobiele platform en aan de tests onderworpen.
Ondertussen werd de doeldatum van de eerste vlucht enkele malen uitgesteld. Op 8 juni 2021 werd duidelijk dat die lancering niet meer in 2021 zou gebeuren. Blue Origin ondervond problemen met het leveren van productiemodellen van de BE-4 aan ULA. In februari 2022 gaf Tory Bruno aan dat de productie van de BE-4-motoren en kwaliteitstests op gang waren gekomen en dat  alles op schema lag voor een lancering in 2022.
Eind 2021 werd voor het eerst een Atlas V met een neuskegel uit de fabriek in Alabama gebruikt voor vlucht STP-3. Deze komt op veel punten overeen met die van de Vulcan.

### Eerste vlucht, Certificatievlucht 1
Op 2 juli 2022 postte Tory Bruno foto’s van de vier BE-4’s voor de eerste twee vluchten op Twitter. Deze stonden op dat moment nog in Blue Origins fabriek in Kent. Begin oktober 2022 publiceerde hij beeldmateriaal van een volleduurs-test van een van die motoren. De eerste lancering werd ondertussen uitgesteld naar begin 2023 omdat de te lanceren Peregrine-maanlander van Astrobotic nog niet gereed was. 
Op 10 oktober 2022 arriveerde de eerste vluchtwaardige BE-4 in ULA’s rakettenfabriek. Op 19 oktober 2022 meldde Northrop Grumman de twee GEM-63XL voor de eerste lancering aan ULA te hebben geleverd.
Op 9 januari 2023 meldde Tory Bruno dat de raket werd klaargemaakt voor transport naar Florida. ULA’s Rocketship kwam op 22 januari met de raket aan in Port Canaveral. Drie dagen later werd de eerste trap in de integratietoren van lanceerplatform 41 overeind gehesen. Op 3 februari werd de Centaur-trap op de eerste trap geplaatst. De straalpijpverlengingen van de RL10-motoren stonden toen al klaar in de tussentrap en konden daarna aan de motoren worden gemonteerd. 
Op 23 februari 2023 werd 4 mei als werkdatum voor de eerste lancering vastgesteld. Door een duidelijke datum te kiezen kon ULA ook de planning voor de bemande Atlas V-Starliner-testvlucht rond dezelfde tijd Boe-CFT vanaf hetzelfde platform opmaken. Op 9 maart 2023 werden de op elkaar gemonteerde eerste en tweede trap vanuit de integratietoren naar de lanceerplaats gereden. Een dag later werd het voltanken van beide rakettrappen gerepeteerd.
Op 29 maart 2023 deed zich tijdens stevigheidstest van een prototype van de Centaur V een anomalie voor. Hierop werd een diepgravend onderzoek ingesteld. Gevolgen voor de lanceerdatum waren nog niet duidelijk; de voorbereidingen worden ondertussen doorgezet. Op 12 en 13 mei 2023 werd een tanktest voor beide geïntegreerde rakettrappen op lanceercomplex 41 voltooid. Op 7 juni 2023 werd met succes een statische start van de Vulcan uitgevoerd. ULA gebruikte hiervoor de term Flight Readiness Firing. De oorzaak van de Centaur-explosie was toen reeds gevonden; het zeer dunne staal bij de aanhechting van het koepelvormige gedeelte was iets te dun gebleken. Er werd daarom gewerkt aan een ontwerp-correctie die zal bestaan uit het iets dikker maken van dat gedeelte van de tank. Het doorstaan van een nieuwe stevigheidstest van de Centaur V is het enige obstakel dat een lancering nog in de weg staat. Daarvoor moest de Centaur van de eerste vlucht wel terug naar de fabriek in Alabama wat meer vertraging oplevert.
In oktober 2023 werd een lanceervenster voor de debuutvlucht vastgelegd. ULA hoopt op 24 december tot een lancering te komen en de twee daarop volgende dagen zijn reservedata. Op 6 november werden de twee boosters in de VIF op SLC-41 aan de eerste trap bevestigd. Diezelfde dag verliet de Centaur de fabriek in Decatur om naar Port Canaveral te varen.

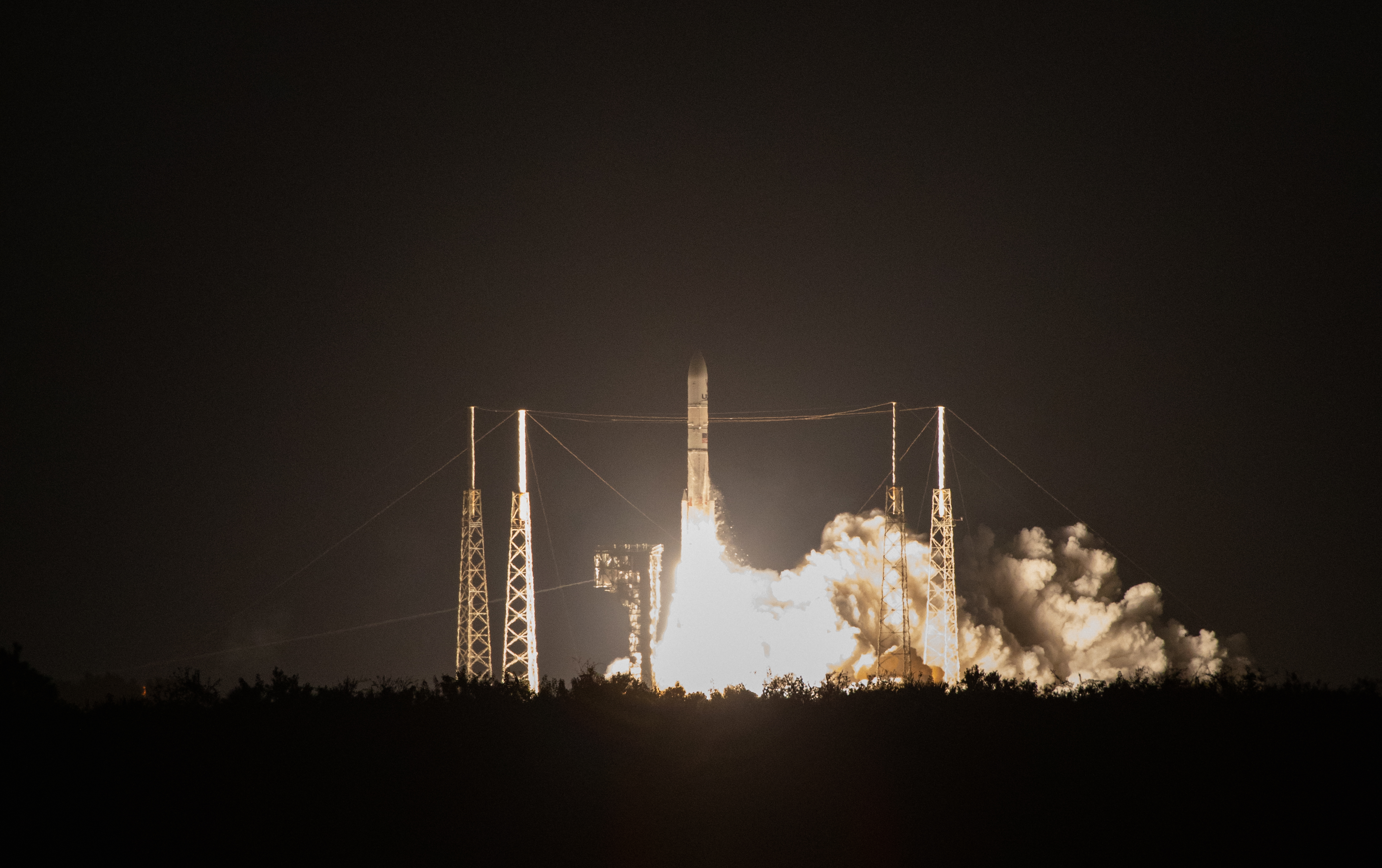
Debuutlancering van Vulcan

Op 6 december 2023 werd de Vulcan VC2 in grotendeels geïntegreerde staat (alleen de vrachtkegel ontbrak nog) naar de lanceerplaats gereden voor een generale repetitie die op 8 december werd uitgevoerd. Deze verliep niet helemaal naar tevredenheid van het lanceerteam. Tory Bruno gaf aan te hopen voor kerst na een aantal kleine aanpassingen in de routines alsnog een vlekkeloze generale repetitie te kunnen uitvoeren. De vlucht werd ondertussen uitgesteld naar een volgend lanceervenster dat op 8 januari 2024 opent. Op 12 december 2023 werd alsnog een succesvolle generale repetitie uitgevoerd. Op 20 december werd de vrachtkegel met daarin maanlander Peregrine op de raket gemonteerd. Op 4 januari 2024 waren alle parameters “go” tijdens de launch readiness review. Op 5 januari werd de raket naar de lanceerplaats gerold. Op 8 januari om 07:18:38 UTC werd de raket bij de opening van het het lanceervenster zonder enig probleem gelanceerd en werd de Peregrine in het juiste traject afgezet. De problemen die de Peregrine vervolgens ondervond stonden los van de raket.

### Certificatievlucht 2
Na het succes van de eerste vlucht liep ULA tegen nieuwe vertragingen aan. De beoogde vracht voor Certificatievlucht 2, Dream Chaser Tenacity, liep vertraging bij de oplevering op waardoor de vlucht vertraagde naar september 2024. Omdat Vulcan pas na twee succesvolle Certificatievluchten NSSL-certificatie kan ontvangen kan ULA bijgevolg de Vulcan nog niet inzetten voor NSSL-lanceringen. Op 24 juni 2024 arriveerde de Vulcan raket in Port Canaveral.
Toen Sierra Space aangaf niet zeker te zijn of de Dream Chaser in september volledig gereed zou zijn, besloot ULA op 26 juni 2024 in het belang van het NSSL-programma deze missie van Certificatievlucht 2 af te halen en in plaats daarvan een massasimulator te gebruiken. Wel worden enkele losse techniekdemonstators en experimenten gelanceerd. Sierra Space CRS-1 zal op een andere vlucht worden gelanceerd. ULA gaf aan in 2025 te verwachten 20 raketten (Atlas V en Vulcan) te lanceren en hun achterstand weg te werken.
Op 4 oktober 2024 om 11:25 werd de raket in de VC2S-configuratie gelanceerd. Kort na het opstijgen bleek uit beelden van NASASpaceflight dat de straalbuis een van de vastebrandstofboosters (SRM-1) doorbrandde waarna er een explosie plaatsvond en de straalbuis van de booster werd geblazen. De totale raket verloor hierdoor twee procent van zijn impuls. De Centaur-trap brandde daarop zo’n 30 seconden langer dan gepland. Hierdoor kon de raket zijn missie ondanks de anomalie wel afmaken en een massasimulator die wat vorm, en massa vergelijkbaar is met een Peregrine-maanlander in een heliocentrische baan brengen.

### USSF-106, eerste reguliere lancering
Op 21 oktober 2024 werd duidelijk dat ULA begonnen was de derde vlucht te voorbereiden. Dit wordt de eerste reguliere vlucht en betreft USSF-106; een vlucht geboekt door de US Space Force onder het NSSL-programma. De lancering die op 13 augustus in de VC4S-configuratie werd uitgevoerd verliep zonder problemen.

## Naamgeving
Het Next Generation Launch System vaak afgekort als NGLS was de werknaam die tot 2015 werd gebruikt. In het voorjaar van 2015 gaf ULA CEO Tory Bruno via social media een aantal naamsuggesties voor de nieuwe raket. Op de website van ULA kon daarop gestemd worden. Star Trek-fans suggereerden echter massaal de naam Vulcan ter ere van de kort daarvoor overleden acteur Leonard Nimoy die de rol van de Vulcan Spock in Star Trek had gespeeld. Nadat deze naam aan de onlinestemming was toegevoegd bleek Vulcan favoriet te zijn en werd deze naam in april gepresenteerd. Andere geopperde namen waren Zeus, GalaxyOne, Eagle en Freedom. 
Voor het gebruiken van de naam Vulcan had ULA wel toestemming nodig van Paul Allens bedrijf Vulcan Inc., dat als toenmalig moederbedrijf van Stratolaunch Systems ook ruimtevaartactiviteiten had. Het was niet de eerste keer dat een stuk ruimtevaarthardware een Star Trek-gerelateerde naam kreeg. In 1976 kreeg een prototype van de Spaceshuttle de naam Enterprise.

## Boekingen
In 2019 werden de eerste vluchten van de Vulcan geboekt. Opvallend is dat het om commerciële klanten gaat. ULA was al een tijd nauwelijks meer voor commerciële vrachten geboekt. Daarmee lijkt de Vulcan daadwerkelijk de concurrentie met SpaceX, Arianespace en Blue Origin aan te gaan. ULA wekt vertrouwen met het verhaal dat bij de introductievlucht zo’n 95 procent van de hardware een variant is op onderdelen die al op een Atlas- of Delta-raket hebben gevlogen en dat er nog nooit een ULA-lancering is mislukt “Alleen de hoofdmotoren zijn nieuw maar die zullen door en door getest zijn” Aldus Tory Bruno.
- Op 14 augustus 2019 werd bekendgemaakt dat Sierra Nevada Corporation zes vluchten per Vulcan-Centaur heeft geboekt om zes Commercial Resupply Services-vluchten met de Dream Chaser te lanceren. De Dream Chaser zal met een Vulcan-Centaur 542-configuratie (met vier GEM-63XL’s en een tweemotorige Centaur) worden gelanceerd. De Atlas V die aanvankelijk voor de testvluchten van de Dream Chaser zou worden gebruikt (die testvluchten zijn anno 2020 geen onderdeel van het Dream Chaser-programma) is er als back-up-plan. De SNC-CRS-1 zal naar verwachting de tweede vlucht van de Vulcan zijn.[20]
- Astrobotic maakte op 19 augustus 2019 bekend de Vulcan-Centaur voor de eerste vlucht van hun CLPS bevoorradings-maanlander Peregrine te hebben geselecteerd.[21] Dit wordt eveneens de debuutvlucht van de Vulcan. In oktober 2022 werden nog twee prototype-satellieten van Project Kuiper toegevoegd aan deze vlucht die werd gelanceerd op 8 januari 2024.
- ULA is op 7 augustus 2020 geselecteerd voor de uitvoering van 60 procent van de 34 fase-2 (periode 2022 t/m 2027) lanceringen van het National Security Space Launch-programma van de US Space Force. Die missies zullen normaliter met de Vulcan worden uitgevoerd, maar ULA heeft de Atlas V nog voor noodgevallen achter de hand. ULA verwacht na twee vluchten NSSL-certificatie te verkrijgen.[22]
- Op 5 april 2022 maakte Amazon bekend dat het 68 lanceringen bij drie lanceerbedrijven had geboekt voor de lancering van de satellieten voor Project Kuiper. 38 van deze lanceringen gingen naar ULA’s Vulcan. Om aan dit aantal lanceringen te kunnen voldoen zal ULA een derde mobiel lanceerplatform en een tweede verticale-integratie-hangar voor Lanceercomplex 41 bouwen. Hiervoor wordt de SPOC die al voor gedeeltelijke integratie was ingericht geüpgraded tot volwaardige integratie faciliteit. Ook komt er een extra transportschip en een tweede robotische productielijn voor Centaur V. De ontwikkeling van SMART, het systeem om de motorsectie van de eerste trap herbruikbaar te maken wordt door deze deal ook versneld ontwikkeld. Ook leveranciers van ULA zullen hiervoor hun fabrieken uitbreiden.[23][24]

## Ontwerp en ontwikkeling
Aanvankelijk werd de eerste vlucht in 2019 verwacht. Begin 2018 werd dat halverwege 2020 en in mei 2019 lag ULA op schema voor een eerste vlucht halverwege 2021. In december 2020 werd de eerste vlucht eind 2021 verwacht. In juni 2022 werd de eerste vlucht eind 2022 verwacht. Omdat de vracht voor de eerste vlucht een paar maanden langer op zich liet wachten werd de vlucht ondertussen stapsgewijs uitgesteld naar op zijn vroegst maart 2023.

### Eerste trap
Voor de Vulcan werden in eerste instantie extern twee verschillende hoofdmotoren ontwikkeld. Blue Origin ontwikkelde de BE-4 die methaan als brandstof gebruikt en waarvan er twee worden gebruikt, en Aerojet Rocketdyne ontwikkelde de AR1 die RP1-kerosine gebruikt en ook als tweetal zou worden ingezet. De BE-4 waarvan de ontwikkeling in 2011 al begon heeft die strijd gewonnen, ULA had eerder al z'n voorkeur voor de BE-4 uitgesproken. De ontwikkeling van de AR-1, die later begon, wordt echter wel volledig gefinancierd en afgerond als plan B en eventueel gebruikt voor een andere latere versie. 
Het staat Aerojet Rocketdyne overigens vrij om de motor aan andere Amerikaanse raketfabrikanten te leveren en Aerojet Rocketdyne had in 2019 een samenwerking met Firefly Aerospace aangekondigd waarbij het gebruik van de AR-1 als hoofdmotor van de Beta-raket expliciet werd genoemd. Firefly koos overigens later voor het ontwikkelen van eigen motoren voor hun zwaardere raket. De BE-4 wordt in de toekomst ook op Blue Origins eigen orbitale raket - de New Glenn - gebruikt. De brandstoftanks van eerste trap Vulcan zijn gebaseerd op die van de Delta IV. Verschil is wel dat de steunbalken aan de binnenkant in een ortogridpatroon (rechthoeken) in plaats van een isogrid (driehoeken) zijn aangebracht.
De eerste trap heeft een betrekkelijk lange brandtijd. Tijdens de eerste vlucht was dat vijf minuten.

### Tweede trap
Voor de tweede trap zal in eerste instantie van de Centaur gebruik worden gemaakt. In 2018 werd gemeld dat de Centaur op een aantal punten aangepast en gemoderniseerd zijn ten opzichte van de Centaur III die momenteel op de Atlas V wordt gebruikt. Behalve een één- of tweemotorige Centaur zal er ook een viermotorige uitvoering komen. Deze Centaurs zullen de Centaur V heten. De Centaur V's zullen dezelfde diameter als de eerste trap en de neuskegel van de Vulcan hebben. 
De viermotorige Centaur V+ zal langer zijn en alvast het formaat van de eerder geplande ACES-trap hebben die aanvankelijk na al enkele jaren de Centaur V had moeten vervangen. De ontwikkeling van ACES is ergens tussen 2018 en 2020 stilgelegd.

### Aanhaakboosters
De eerste trap kan nog aangevuld worden met een aantal van maximaal zes vastebrandstof-raketten (Solid Rocket Motors alias SRM’s) van het type GEM 63XL die door Northrop Grumman Space Systems (eerder Orbital ATK) worden ontwikkeld en gefabriceerd. Wanneer deze worden toegevoegd zal dat in even aantallen zijn. In voorbereiding op de invoering van de Vulcan had ULA al besloten de Aerojet Rocketdyne AJ60 SRM’s van Atlas V vanaf 2018 te vervangen door GEM 63. Ook de SRM’s van ULA’s Delta-raketten zijn GEM-varianten. De GEM-63 heeft een effectieve brandtijd van 87 seconden. Na 110 seconden zijn ze helemaal opgebrand en worden ze afgeworpen.

### Vrachtkegel
De neuskegel wordt vervaardigd door Beyond Gravity (voor mei 2022 bekend als Ruag Space), een Duits bedrijf dat gespecialiseerd is in het maken van neuskegels en ook de neuskegels van Ariane-raketten levert. Beyond Gravity heeft op verzoek van ULA een eigen productielijn in ULA’s rakettenfabriek in Decatur opgezet. Beyond Gravity is vrij om daar ook voor andere partijen neuskegels te produceren op voorwaarde dat ze niet met de in opdracht van ULA ontwikkelde technieken worden gebouwd. 
Eerdere plannen om de ontwerpen van de 4 en 5 meter neuskegels van de Atlas V te hergebruiken voor de Vulcan werden geschrapt toen werd besloten de grotere tweede trap Centaur V waarop die neuskegels niet passen te ontwikkelen. Er komen twee lengtes neuskegel. Een standaaruitvoering van 52 voet (bijna 16 meter) en een verlengde neuskegel van 70 voet (ruim 21 meter). De diameter is met 5,4 meter gelijk aan die van de raket.

### Lanceerplaatsen en maatvoering
ULA heeft Lanceercomplex SLC-41 op de Cape Canaveral Air Force Station en SLC-3E op Vandenberg Air Force Base geselecteerd als lanceerplaats. De maatvoering van de 67 meter lange Vulcan is qua lengte gelijk aan die van de Atlas V zodat de aanpassing aan de lanceerplaats zich beperken tot de brandstofopslag en laad-technieken terwijl de hangars en de "crew acces tower" voor de Boeing Starliner nauwelijks aangepast hoeven te worden. 
Wel hebben de brandstoftanks van de eerste trap van de Vulcan de diameter van de Delta IV, dikker dan de Atlas V. De logica hierachter is dat de Vulcan net als de Delta IV een vloeibaar gas als brandstof gebruikt (de Vulcan gebruikt methaan en de Delta IV waterstof). De brandstoftanks van de eerste trap zijn daarom afgeleid van de Delta IV. Ze hebben echter niet het isolatieschuim van de Delta IV nodig. Wel werd er voor Cape Canaverals lanceerplatform SLC-41 voor de Vulcan een ander mobiel lanceerplatform gebouwd omdat de raket met deze diameter niet op het Atlas V-platform past. Had ULA voor de op RP-1 (raketkerosine) werkende AR-1-motoren gekozen dan zou de diameter gelijk zijn geweest aan die van de Atlas V. 
Op SLC-41 worden de Atlas V en de Vulcan tot zeker 2029 beiden gelanceerd. Op platform SLC-3E van Vandenberg Air Force Base is dat niet mogelijk omdat daar met een vast lanceerplatform wordt gewerkt. Daarom zal er daar een “harde” overschakeling van lanceersysteem zijn. De laatste Atlas V werd daar eind 2022 al gelanceerd.

## Geplande doorontwikkeling
Het is de bedoeling dat de Vulcan zich na introductie doorontwikkelt. ULA CEO Tory Bruno had het bij de perspresentatie van de Vulcan in april 2015 over een "evolving rocket" naar voorbeeld van de Sojoez-raket die sinds de introductie in de jaren 1960 constant in kleine stapjes werd gemoderniseerd en zodoende relevant bleef.

### SMART: Herbruikbare hoofdmotoren
Een van de wijzigingen is dat de hoofdmotoren, die veruit het duurste onderdeel van de Vulcan zijn, herbruikbaar worden. ULA wil dat systeem dat ze Sensible Modular Autonomous Return Technology oftewel SMART noemen, midden jaren 2020 implementeren wanneer de Vulcan regelmatig vliegt.
Anders dan bij de SpaceX Falcon 9, die zijn gehele eerste trap rechtstandig laat landen, zal de eerste trap van de Vulcan het onderste gedeelte met de motoren na gebruik afstoten. Dit deel valt, los van de grote brandstoftanks, terug naar de aarde. Een door NASA ontwikkeld opblaasbaar hitteschild moet voor eerste afremming en bescherming tegen extreme hitte zorgen. Daar waar de luchtdichtheid voldoende is zullen parachutes worden gebruikt om verder af te remmen. In eerdere plannen zou een helikopter dan een mid-air capture oftewel het met een haak vangen van een aan een parachute hangende lading, uitvoeren. 
In 2022 werd het plan aangepast. Het opblaasbare hitteschild bleek ook prima als "reddingsvlot" kunnen functioneren en een mid-air capture werd daardoor overbodig. De geborgen hoofdmotoren kunnen, na een opknapbeurt, klaar voor hergebruik, in een nieuwe raket geplaatst worden. Voordeel van deze methode is volgens Tory Bruno dat uiteindelijk na elke vlucht de motoren geborgen kunnen worden, terwijl dat bij volledige boosterlandingen bij hooguit twee-derde van de lanceringen mogelijk is terwijl de kracht en brandstof van de booster maximaal gebruikt worden. Ook worden de motoren door het hitteschild aan minder destructieve reentry-hitte blootgesteld dan bij concurrent SpaceX. 
In voorbereiding op SMART werkt ULA samen met NASA aan het experiment Low-Earth Orbit Flight Test of an Inflatable Decelerator oftewel LOFTID om een groter opblaasbaar hitteschild te testen. In december 2022 zei Tory Bruno dat het plan was ontwikkeld om winstgevend te zijn als de motoren minimaal drie maal te gebruiken zijn.

### ACES
Een nieuw te ontwikkelen zeer geavanceerde tweede trap genaamd Advanced Cryogenic Evolved Stage (ACES), moest op den duur de Centaur vervangen en zou de capaciteit van de Vulcan met dertig procent moeten doen toenemen. In 2020 bleek het concept voor ACES niet langer actief te worden ontwikkeld (daar werd toen al twee jaar vanuit gegaan door ruimtevaartjournalisten).
ACES zou met driemaal de hoeveelheid brandstof van ULA’s huidige upperstages gevuld worden. Daarnaast zou ACES ook een serie nieuwe mogelijkheden bieden. Zo kon Vulcan/ACES gebruikt worden om een zware satelliet in een lage aardbaan te brengen. Daarna kon dan een tweede Vulcan/ACES-combinatie naar de eerste vliegen met extra brandstof en de eerste ACES bijtanken voor een vervolg van de ruimtereis. Ook kan een ACES maanden achtereen actief blijven terwijl andere upperstages slechts enkele uren werkend in de ruimte kunnen overleven. Brandstofrestanten konden dan ook worden overgeladen in andere ACES-modules die bijvoorbeeld een ruimtestation op koers en snelheid houden en 
ACES-modules hadden de mogelijkheid in de ruimte achter elkaar gekoppeld worden voor een extra lange boost naar cislunar-banen of deep space-missies. Afkokende waterstof- en zuurstof-gassen zouden in een interne generator in elektriciteit worden omgezet waardoor de accu’s geladen blijven. Deze 60-kilowattgeneratoren moesten ook een ruimtestation, ruimtesonde of satelliet van stroom kunnen voorzien. De uitstoot van de generator kon vervolgens weer als drijfgas weer in de brandstoftanks worden gepompt waardoor er geen helium nodig zou zijn. Ook moesten de afgekookte gassen voor de besturingsstuwers gebruikt worden waardoor er geen hydrazine-of-stikstof-stuwers nodig zouden zijn. 
ULA had drie verschillende hoofdmotoren op het oog voor ACES, de Blue Origin BE-3U, de Aerojet Rocketdyne RL-10 en de XCOR 8H21. Die laatste viel af toen XCOR in 2017 failliet ging. In 2018 werd duidelijk dat ook de BE-3U is afgevallen. Er zouden een tweemotorige en een viermotorige uitvoering met RL10-motoren komen. ACES is anno 2020 dus geen actief doel meer van ULA. Wel zijn enkele technieken die in dit project zijn ontwikkeld optioneel beschikbaar voor de Centaur V-trap.

### Triple-coreVulcan Heavy
Daarnaast was er een plan voor een Vulcan Heavy, die twee extra eerste trappen als side-boosters gebruikt (net als de Delta IV Heavy en de Falcon Heavy) hoewel de daadwerkelijke ontwikkeling daarvan niet overbodig leek. De mogelijkheid ACES bij te tanken in de ruimte zou een "triple core"-versie overbodig maken. En met zes toegevoegde GEM-63XL SRM’s en een viermotorige tweede trap zou de Vulcan meer kracht en vrachtcapaciteit hebben dan de Delta IV Heavy. 
Die laatste configuratie (Vulcan 564) wordt sinds de viermotorige Centaur V werd aangekondigd dus ook Vulcan Heavy genoemd. Deze Vulcan Heavy kan met een extra lange neuskegel worden uitgerust zodat er niet alleen zwaardere maar ook grotere vrachten mee kunnen.
In september 2020 liet een uitvoerend manager van ULA weten dat een triple-core-Vulcan niet was gepland maar wel behoorde tot een serie upgrades die voor de lange termijn zouden worden bestudeerd. Of deze er ooit komt, hangt samen met de vraag van de markt.

### Andere formaten
In 2015 werd er gesproken over Vulcan met dezelfde afmetingen als de Delta IV. Deze zou dan mogelijk ook andere hoofdmotoren krijgen. Als deze uitvoering er komt dan zou de AR-1 mogelijk daarvoor geselecteerd worden. In de jaren na 2015 is over dit plan niets meer meegedeeld.